# Loxodontomys pikumche
El pericote picunche (Loxodontomys pikumche) es una especie de roedor de pequeño tamaño del género Loxodontomys de la familia Cricetidae. Habita en el centro-oeste del Cono Sur de Sudamérica.

## Taxonomía
Esta especie fue descrita originalmente en el año 1998 por los zoólogos A. E. Spotorno, H. Cofre, G. M. Manríquez, Y. Vilina, P. Marquet y L. I. Walker.
Localidad tipo
La localidad tipo referida es: “Chile, Región Metropolitana de Santiago, Cajón del Maipo, Cruz de Piedra, 55 km al sur de la Central Hidroeléctrica de Las Melosas, 2450 msnm; en las coordenadas: 34°10′S 69°58′W”.

### Relaciones filogenéticas
Un estudio que comparó haplotipos de distintas poblaciones del género Loxodontomys encontró que los datos moleculares indicaban que por lo menos a dos unidades evolutivas dentro del linaje de Loxodontomys micropus (consideradas L. m. micropus y L. m. alsus) sería adecuado continuar asignándoles un nivel de subespecies. De ser válido ese arreglo, podría considerarse también a L. pikumche como un sinónimo más moderno de una de ellas: Loxodontomys micropus alsus (Thomas 1919), la cual posee localidad tipo de “El Maitén provincia del Chubut, Patagonia argentina a una altitud de 700 msnm, en las coordenadas: 42°03′S 71°10′W”; si bien se requieren mayores estudios, con análisis de loci nucleares, cariotipos, y caracteres morfológicos, con muestras que cubran una mayor cobertura geográfica, especialmente provenientes de la isla Grande de Chiloé, de Chile central y de aisladas poblaciones orientales.

## Distribución geográfica y hábitat
Esta especie es endémica del matorral mediterráneo de la zona central de Chile.

## Conservación
Según la organización internacional dedicada a la conservación de los recursos naturales Unión Internacional para la Conservación de la Naturaleza (IUCN), al no poseer mayores peligros y vivir en muchas áreas protegidas, la clasificó como una especie bajo “preocupación menor” en su obra: Lista Roja de Especies Amenazadas.